# Croton carrii
Espèce
Classification APG II (2003)
Croton carrii est une espèce de plantes à fleurs du genre Croton et de la famille des Euphorbiaceae, présente en Papouasie-Nouvelle-Guinée.